# Elecciones locales de Medellín de 2023
Las elecciones locales de Medellín de 2023 se llevaron a cabo el domingo 29 de octubre de 2023 en la ciudad de Medellín, donde fueron elegidos los siguientes cargos que tomarán posesión el 1 de enero de 2024 para un período de cuatro años: 
- Alcalde de Medellín.
- Los 21 miembros del Concejo Distrital.
- Los miembros de las Juntas administradoras locales de las 16 comunas y los 5 corregimientos del distrito.

## Legislación
Según la Constitución de Colombia, pueden ejercer su derecho a sufragio los ciudadanos mayores 18 años de edad que no hagan parte de la Fuerza Pública, no estén en un proceso de interdicción, y que no hayan sido condenados. Las personas que se encuentran en centros de reclusión, tales como cárceles o reformatorios, podrán votar en los establecimientos que determine la Registraduría Nacional. La inscripción en el registro civil no es automática, el ciudadano debe dirigirse a la sede regional de la Registraduría para inscribir su identificación personal en un puesto de votación.
La Ley 136 de 1994 establece que para ser elegido alcalde se requiere ser ciudadano colombiano en ejercicio y haber nacido o ser residente del respectivo municipio o de la correspondiente área metropolitana durante un año anterior a la fecha de inscripción o durante un período mínimo de tres años consecutivos en cualquier época. El alcalde se elige por mayoría simple, sin tener en cuenta la diferencia de votos con relación a quien obtenga el segundo lugar. Sin embargo, actualmente se encuentra en trámite en el Congreso de la República un proyecto de reforma constitucional que establece la segunda vuelta para la elección del mandatario de la ciudad.
Está prohibido para los funcionarios públicos del Distrito difundir propaganda electoral a favor o en contra de cualquier partido, agrupación o movimiento político, a través de publicaciones, estaciones de televisión y de radio o imprenta pública, según la Constitución y la Ley Estatutaria de Garantías Electorales. También les está expresamente prohibido acosar, presionar, o determinar, en cualquier forma, a subalternos para que respalden alguna causa, campaña o controversia política.
Los organismos encargados de velar administrativamente por el evento son la Registraduría Nacional del Estado Civil y el Consejo Nacional Electoral.

### Voto en blanco
De acuerdo con la sentencia C-490 de 2011 de la Corte Constitucional de Colombia, que declaró la exequibilidad de la Ley 1475 (Reforma Política), el voto en blanco es «una expresión política de disentimiento, abstención o inconformidad, con efectos políticos» y agrega que «el voto en blanco constituye una valiosa expresión del disenso a través del cual se promueve la protección de la libertad del elector. Como consecuencia de este reconocimiento la Constitución le adscribe una incidencia decisiva en procesos electorales orientados a proveer cargos unipersonales y de corporaciones públicas de elección popular».

De acuerdo con el artículo 9 del Acto Legislativo 01 de 2009, en caso de victoria del voto en blanco, 
"Deberá repetirse por una sola vez la votación para elegir miembros de una corporación pública, gobernador, alcalde o la primera vuelta en las elecciones presidenciales, cuando el total de los votos válidos, los votos en blanco constituyan la mayoría. Tratándose de elecciones unipersonales no podrán presentarse los mismos candidatos, mientras que en las corporaciones públicas no se podrán presentar a las nuevas elecciones las listas que no hayan alcanzado el umbral". 
Según lo anterior, si en la repetición de las votaciones llegara a ganar nuevamente el voto en blanco, quedaría como ganador el candidato que alcanzó la mayoría de votos válidos en el certamen electoral. Por lo cual, se elegirá el segundo puesto en votos. La Corte Constitucional, en sentencia C-490 de 2011 declaró inexequible la norma de la Reforma Política que ordenaba repetir elecciones «cuando el voto en blanco obtenga más votos que el candidato o lista que haya sacado la mayor votación» y en consecuencia la mayoría necesaria para repetir la elección es mayoría absoluta, es decir el 50% más 1 de los votos válidos, y no mayoría simple.

## Recolección de Firmas
Desde el 1 de noviembre de 2022 la Registraduría Nacional del Estado Civil habilitó la opción de recolección de firmas para avalar las candidaturas independientes a los cargos de autoridad local y regional. En el caso de Medellín, quienes opten por esta forma de aval, deberán recolectar un total de 50.000 firmas hábiles para poder participar en los comicios locales. Estas son las candidaturas que optaron por buscar su aval con este método y la cantidad de firmas que obtuvieron:

## Definición de Candidaturas

### Partido Independientes
El 28 de marzo del 2023, el partido Independientes reveló los resultados de la encuesta realizada para definir su candidato único a la Alcaldía de Medellín. El ganador fue Juan Carlos Upegui con el 26,2%, y quedó en segundo lugar Sergio López con el 16,7%.

### Partido Alianza Verde
El 31 de mayo del 2023, la Comisión Nacional de Avales emitió un comunicado en el que informaba que la elección del candidato único del partido para la Alcaldía de Medellín se realizaría mediante una encuesta abierta en la que participarían los precandidatos hacia esta corporación. El resultado de la encuesta fue publicado el 27 de junio del 2023, dando los siguientes resultados: Daniel Duque gana la encuesta con el 22,1%, queda en segundo lugar Jaime Cuartas con el 21,9%, el voto en blanco obtiene el 5,2%, no votó por ninguno el 39,6%, y el 11,2% no sabía ni respondió.

### Partido Polo Democrático Alternativo
El 30 de junio del 2023, el partido Polo Democrático Alternativo anunció mediante un comunicado que el exconcejal de Medellín, el abogado Carlos Ballesteros, sería quien representaría al Polo Democrático en la contienda electoral hacia la Alcaldía de la capital antioqueña.

## Candidatos
A continuación un listado de candidatos con base al orden del tarjetón:
|  | Precandidato | Precandidato                                                                           | Partido o movimiento | Cargos públicos |
|  | ------------ | -------------------------------------------------------------------------------------- | --- | --- |
|  |              | Federico Gutiérrez (48 años) Ingeniero Civil Lema: El Alcalde de la Gente              | Partido Creemos Partido Político MIRA Partido Cambio Radical Partido de la Unión por la Gente Partido Centro Democrático Partido Conservador Colombiano | - Consejero de Juventud (1999-2003) - Concejal de Medellín (2004-2011) - Vicepresidente I del Concejo (2005-2006) - Presidente del Concejo (2008-2009) - Alcalde de Medellín (2016-2019) - Candidato a la Presidencia de Colombia (2022) |
|  |              | Juan David Valderrama (47 años) Administrador de Negocios Lema: Proponemos             | G.S.C Proponemos por Medellín G.S.C Manos por Medellín                                                                                                  | - Secretario de Gobierno (2009-2010) - Director de la ACI (2012-2014) - Gerente del Inder (2016-2018) - Candidato a la Alcaldía de Medellín (2019) |
|  |              | Jaime Mejía Alvarán (43 años) Urbanista Lema: Sumamos                                  | G.S.C Sumamos+ Partido La Fuerza de la Paz | - Concejal de Medellín (2016-2019) - Presidente del Concejo (2019) - Consejero ante el Reino Unido (2019-2022) |
|  |              | Rodolfo Andrés Correa (45 años) Abogado Lema: Medellín es lo primero                   | Partido Colombia Renaciente Partido Esperanza Democrática                                                                                               | - Secretario de Productividad y Competitividad de Antioquia (2016-2017) - Candidato a la Gobernación de Antioquia (2019) - Secretario de Agricultura de Antioquia (2020-2022) |
|  |              | Luis Bernardo Vélez Montoya (63 años) Médico Lema: Yo sé cómo hacerlo                  | G.S.C Cuidemos Medellín | - Secretario Inclusión Social de Medellín (2016-2018) - Concejal de Medellín (2004-2015; 2020-2023) - Presidente del Concejo (2020-2021) |
|  |              | Juan Camilo Restrepo Gómez (43 años) Abogado Lema: Porque Medellín es nuestro orgullo  | Movimiento de Salvación Nacional Partido Colombia Justa Libres                                                                                          | - Viceministro del Interior para las Relaciones Públicas de Colombia (2012-2014) - Candidato a la Gobernación de Antioquia (2019) - Viceministro de Agricultura para el Desarrollo Rural de Colombia (2020-2021) - Alto Comisionado para la Paz (2021-2022) - Alto Consejero para la Seguridad Nacional (2022) - Alcalde (ad hoc) de Medellín (2022) - Alcalde (ad hoc) de Cúcuta (2022) |
|  |              | Deicy Bermúdez Hurtado (¿?) Abogada Lema: Medellín, todo va a estar bien               | Partido Ecologista Colombiano | Presidente del Grupo Empresarial y Solidario Benkox, Asesora de la Gobernación de Antioquia, coordinadora Plan Nacional de Desarrollo comunidades NARP 2018-2022. Consultora Naciones Unidas y ONU Mujeres. |
|  |              | Felipe Vélez Roa (46 años) Abogado Lema: Hay que hacer, lo que hay que hacer.          | Partido Alianza Democrática Amplia | - Director de Planeación de Medellín (2016) |
|  |              | Liliana Rendón Roldán (54 años) Psicóloga Lema: De Frente por Medellín                 | G.S.C De Frente | - Concejala de Medellín (2001-2005) - Representante a la Cámara (2006-2010) - Senadora de la República (2010-2013) - Secretaría Inclusión Social de Antioquia (2016-2019) |
|  |              | Albert Corredor Bustamante (34 años) Administrador de Empresas Lema: Medellín Nos Une  | G.S.C Medellín Nos Une | - Concejal de Medellín (2020-2021) |
|  |              | Paulina Aguinaga (38 años) Internacionalista Lema: Por Medellín                        | G.S.C Por Medellín | - Concejal de Medellín (2016-2022) - Presidenta del Concejo (2019-2020) |
|  |              | Juan Carlos Upegui (34 años) Filósofo Lema: Medellín Siempre Adelante                  | Partido Independientes | - Secretario de No Violencia de Medellín (2021-2022) |
|  |              | Carlos Alberto Ballesteros Barón (66 años) Abogado Lema: Por fin una Medellín de todos | Partido Polo Democrático Alternativo Partido Colombia Humana                                                                                            | - Concejal de Medellín (2008-2011) |
|  |              | Gilberto Tobón Sanín (74 años) Abogado Lema: Decididos.                                | Partido Fuerza Ciudadana | - Sin cargos públicos previos. |

### Candidaturas retiradas

#### Daniel Duque - Alianza Verde
El concejal de Medellín, por medio de un comunicado compartido por sus redes sociales, anunció que declina su aspiración a la Alcaldía de Medellín ante la poca posibilidad de éxito de su campaña, tras marcar en las encuestas porcentajes inferiores a los esperados.

#### César Hernández - Manos por Medellín
Renunció a su candidatura en conjunto con Daniel Duque para consolidar su apoyo detrás de Valderrama como el candidato único de la coalición. Por medio de un comunicado de prensa explico en sus palabras que se trata de un gesto de unidad y que resalta su compromiso de dejar de lado las divisiones extremas y el ego en favor de colocar a Medellín en el epicentro de la creatividad, la innovación y la unidad.
Lucas Cañas - Partido Conservador
Se quedó sin aval del Partido Conservador debido a que solo un matiz del Partido Conservador apoyaba su campaña a la Alcaldía el del senador Carlos Trujillo los otros 3 matices buscaban apoyar la candidatura de Federico Gutiérrez por lo que el 17 de julio en una reunión en el hotel Intercontinental de Medellín en la cual entregaban avales y estaban presentes Carlos Trujillo, El candidato a reelegirse a la asamblea departamental Jaime Cano, el representante a la cámara Daniel Restrepo se confirmó que se retiraba de la contienda electoral a la  Alcaldía a la que tanto pretendía si no que sería candidatura única (Del matiz trujillista) al concejo de Medellín.

## Coaliciones electorales

### Medellín Tiene Otra Opción.
Los candidatos Daniel Duque, Juan David Valderrama, Luis Bernardo Vélez y César Hernández, se reunieron en la mañana del 11 de agosto con el fin de trazar una hoja de ruta para definir la elección de un candidato único que lleve una opción de centro en los comicios para la Alcaldía de la ciudad. Por medio de redes sociales, anunciaron vía hashtag, que el nombre de esta coalición será Medellín Tiene Otra Opción.

## Encuestas
A continuación, las encuestas hechas por las diferentes firmas encuestadoras desde el mes de abril del 2023 hasta el día de las inscripciones oficiales de candidatos:
| Fecha      | Encuestador | Precandidatos | Precandidatos | Precandidatos | Precandidatos | Precandidatos | Precandidatos | Precandidatos | Precandidatos | Precandidatos | Precandidatos | Precandidatos | Precandidatos | Precandidatos | Precandidatos | Precandidatos | Precandidatos | Precandidatos | Precandidatos  | Precandidatos | Precandidatos | Precandidatos   | Precandidatos | Estadísticas | Estadísticas   |
| Aguina     | Benjumea    | Cañas         | Carrasquilla  | Correa        | Corredor      | Cuartas       | Estrada       | Gutiérrez     | Hoyos         | Molina        | Moreno        | Ramos         | Rendón        | Restrepo      | Tobón         | Upegui        | Uribe         | Valderrama    | Voto en Blanco | Ninguno       | NS/NR         | Margen de error | Fuente        |              |                |
| ---------- | ----------- | ------------- | ------------- | ------------- | ------------- | ------------- | ------------- | ------------- | ------------- | ------------- | ------------- | ------------- | ------------- | ------------- | ------------- | ------------- | ------------- | ------------- | -------------- | ------------- | ------------- | --------------- | ------------- | ------------ | -------------- |
| 11-07-2023 | T&SE        | 1,5%          | -             | 0,2%          | -             | 2,0%          | 3,1%          | 0,5%          | -             | 34,5%         | -             | -             | -             | -             | 3,9%          | 4,5%          | 2,8%          | 3,5%          | -              | 0,5%          | 40,0%         | -               | -             | 2,7%         | ValoraAnalitik |
| 14-06-2023 | W.A.A       | 3,2%          | -             | 8,3%          | 1,8%          | 11%           | 5,9%          | -             | -             | 27,4%         | 2%            | 1,6%          | -             | 1,5%          | 7,5%          | 4%            | 5,2%          | 10,5%         | 1,8%           | -             | 3,3%          | 3,1%            | -             | 2,6%         | El Espectador  |
| 05-05-23   | Invamer     | -             | -             | 1,5%          | -             | 5,6%          | 5%            | -             | -             | 60,9%         | -             | -             | -             | -             | 4,6%          | -             | 8,3%          | 11%           | -              | 1,5%          | 1,4%          | -               | 13,3%         | 4,0%         | El Tiempo      |
| 18-04-23   | W.A.A       | 3,1%          | 0,7%          | 9,3%          | 2,3%          | 9,6%          | 3,8%          | -             | 1,8%          | 24,6%         | -             | 0,6%          | 1,7%          | 2,7%          | 6,7%          | 1,8%          | 2,5%          | 9,8%          | -              | -             | 10%           | 8,3%            | -             | 2,6%         | El Espectador  |

A continuación, las encuestas hechas por las diferentes firmas encuestadoras desde la inscripción de los candidatos oficiales a la Alcaldía de Medellín hasta el 29 de octubre, día de las elecciones:
| Fecha                                                            | Encuestador            | Candidatos | Candidatos | Candidatos | Candidatos | Candidatos | Candidatos | Candidatos | Candidatos | Candidatos | Candidatos | Candidatos | Candidatos | Candidatos | Candidatos | Candidatos     | Candidatos | Candidatos | Candidatos      | Candidatos | Estadísticas | Estadísticas     |   |   |      |         |
| Aguinaga                                                         | Ballesteros            | Bermúdez   | Correa     | Corredor   | Duque      | Gutiérrez  | Hernández  | Rendón     | Restrepo   | Tobón      | Upegui     | Valderrama | Vélez      | Mejía      | Vélez      | Voto en Blanco | Ninguno    | NS/NR      | Margen de error | Fuente     |              |                  |   |   |      |         |
| ---------------------------------------------------------------- | ---------------------- | ---------- | ---------- | ---------- | ---------- | ---------- | ---------- | ---------- | ---------- | ---------- | ---------- | ---------- | ---------- | ---------- | ---------- | -------------- | ---------- | ---------- | --------------- | ---------- | ------------ | ---------------- | - | - | ---- | ------- |
| 01/08/2023                                                       | Mosqueteros            | 1,1%       | 0,8%       | 0,0%       | 6,8%       | 0,0%       | 1,9%       | 34,2%      | 0,8%       | 7,9%       | 10,3%      | 0,0%       | 9,3%       | 2,3%       | 0,9%       | 0,0%           | Ninguno    | NS/NR      | Margen de error | Fuente     | 1,8%         | 21,7%            | - | - | 2,8% | W Radio |
| 03/08/2023                                                       | IFM                    | 0,2%       | 0,0%       | 0,2%       | 1,4%       | 4,0%       | 5,3%       | 42,5%      | 0,0%       | 0,8%       | 0,9%       | 1,5%       | 13,4%      | 8,3%       | 0,6%       | 0,0%           | 1,2%       | 18,6%      | -               | -          | 2,2%         | IFM              |   |   |      |         |
| 04/08/2023                                                       | CNC                    | 1,9%       | 0,4%       | 0,0%       | 2,7%       | 1,5%       | 2,8%       | 55,4%      | 0,7%       | 3,5%       | 2,0%       | 2,9%       | 4,8%       | 0,6%       | 1,5%       | 0,0%           | 1,2%       | 5,1%       | 7,4%            | 5,6%       | 4,8%         | Semana           |   |   |      |         |
| 08/08/2023                                                       | Guarumo y EcoAnalítica | 2,0%       | 0,4%       | 0,4%       | 3,5%       | 3,4%       | 2,5%       | 51,5%      | 0,5%       | 4,2%       | 3,7%       | 3,8%       | 5,1%       | 1,1%       | 1,0%       | 0,0%           | 1,1%       | 6,3%       | -               | 8,9%       | 3,0%         | Guarumo          |   |   |      |         |
| 22/08/2023                                                       | Mosqueteros            | 1,7%       | 0,7%       | 0,3%       | 8,4%       | 5,7%       | 1,9%       | 47,6%      | 0,7%       | 7,8%       | 2,3%       | 3,3%       | 10,1%      | 1,3%       | 1,0%       | 0,0%           | 1,2%       | 6,3%       | -               | -          | 2,8%         | Infobae          |   |   |      |         |
| 30/08/2023                                                       | Invamer                | 0,4%       | 0,0%       | 1,0%       | 1,2%       | 6,0%       | 0,8%       | 63,3%      | 0,0%       | 2,8%       | 1,0%       | 2,4%       | 11,2%      | 1,4%       | 1,0%       | 0,0%           | 2,1%       | 4,7%       | -               | 12,0%      | 5,1%         | Blu Radio        |   |   |      |         |
| Daniel Duque retira su candidatura el 31 de agosto de 2023       |                        |            |            |            |            |            |            |            |            |            |            |            |            |            |            |                |            |            |                 |            |              |                  |   |   |      |         |
| 06/09/2023                                                       | TYSE                   | 0,3%       | 0,2%       | 0,1%       | 0,4%       | 2,1%       | -          | 51,6%      | 0,5%       | 0,5%       | 0,1%       | 1,2%       | 9,1%       | 0,3%       | 0,3%       | 3,7%           | 0,4%       | 15,0%      | -               | 13,9%      | 2,6%         | Gran Ciudad      |   |   |      |         |
| César Hernández retira su candidatura el 8 de septiembre de 2023 |                        |            |            |            |            |            |            |            |            |            |            |            |            |            |            |                |            |            |                 |            |              |                  |   |   |      |         |
| 10/09/2023                                                       | GAD3                   | 2,2%       | 0,0%       | 0,8%       | 0,0%       | 4,1%       | -          | 66,6%      | -          | 0,0%       | 4,4%       | 3,2%       | 11,2%      | 0,5%       | 0,0%       | 0,6%           | 0,0%       | 6,3%       | -               | -          | 5,0%         | Noticias RCN     |   |   |      |         |
| 13/09/2023                                                       | Guarumo y EcoAnalítica | 0,0%       | 0,1%       | 0,0%       | 2,7%       | 5,1%       | -          | 53,1%      | -          | 1,4%       | 1,3%       | 7,5%       | 11,0%      | 1,6%       | 0,4%       | 0,1%           | 1,4%       | 8,0%       | -               | 6,3%       | 3,7%         | Semana           |   |   |      |         |
| 16/09/2023                                                       | Mosqueteros            | 2,0%       | 0,1%       | 0,6%       | 1,2%       | 7,0%       | -          | 59,7%      | -          | 2,3%       | 2,3%       | 3,3%       | 14,4%      | 0,1%       | 0,3%       | 0,1%           | 0,1%       | 5,9%       | -               | -          | 2,8%         | W Radio          |   |   |      |         |
| 18/09/2023                                                       | CNC                    | 4,0%       | 0,0%       | 0,0%       | 2,0%       | 3,0%       | -          | 53,0%      | -          | 1,0%       | 1,0%       | 3,0%       | 11,0%      | 0,0%       | 0,0%       | 0,0%           | 1,0%       | 4,0%       | 5,0%            | 12,0%      | 4,3%         | El Tiempo        |   |   |      |         |
| 22/09/2023                                                       | Emporia CyA            | 3,8%       | 0,0%       | 0,0%       | 3,4%       | 9,1%       | -          | 57,4%      | -          | 0,8%       | 1,1%       | 3,4%       | 13,3%      | 0,9%       | 0,0%       | 0,0%           | 0,4%       | 6,2%       | -               | 8,1%       | 3,1%         | Emporia          |   |   |      |         |
| 25/09/2023                                                       | Atlas Intel            | 0,2%       | 0,1%       | 0,0%       | 3,2%       | 3,9%       | -          | 68,7%      | -          | 0,0%       | 0,6%       | 3,3%       | 12,5%      | 0,0%       | 0,0%       | 0,0%           | 0,9%       | 1,4%       | -               | 5,3%       | 3,0%         | La Silla Vacía   |   |   |      |         |
| 26/09/2023                                                       | Invamer                | 3,1%       | 0,8%       | 0,0%       | 1,0%       | 4,8%       | -          | 64,5%      | -          | 1,2%       | 0,5%       | 2,0%       | 14,8%      | 0,7%       | 1,0%       | 0,0%           | 0,5%       | 5,2%       | -               | 6,7%       | 5,5%         | Valora Analitick |   |   |      |         |
| 02/10/2023                                                       | Emporia CyA            | 1,7%       | 0,4%       | 0,0%       | 1,7%       | 12,1%      | -          | 53,6%      | -          | 1,4%       | 1,1%       | 2,6%       | 14,6%      | 0,6%       | 0,8%       | 0,3%           | 0,3%       | 4,1%       |                 | 4,3%       | 3,1%         | Emporia          |   |   |      |         |
| 03/10/2023                                                       | WAA                    | 3,4%       | 0,2%       | 0,0%       | 13,7%      | 7,7%       | -          | 42,7%      | -          | 2,0%       | 1,6%       | 2,7%       | 13,9%      | 1,1%       | 1,5%       | 0,7%           | 1,8%       | 2,6%       | 3,0%            | -          | 2,6%         | El Espectador    |   |   |      |         |
| 05/10/2023                                                       | Mosqueteros            | 2,2%       | 0,3%       | 0,4%       | 1,2%       | 7,6%       | -          | 48,0%      | -          | 2,3%       | 2,3%       | 3,3%       | 21,0%      | 2,5%       | 0,3%       | 0,3%           | 0,3%       | 8,0%       | -               | -          | 2,8%         | Valora Analitick |   |   |      |         |
| 08/10/2023                                                       | GAD3                   | 1,5%       | 0,0%       | 0,0%       | 2,4%       | 2,0%       | -          | 67,5%      | -          | 0,0%       | 0,0%       | 4,4%       | 11,6%      | 0,0%       | 0,0%       | 0,0%           | 0,0%       | 8,2%       | -               | -          | 5,0%         | El Colombiano    |   |   |      |         |
| 11/10/2023                                                       | GAD3                   | 0,0%       | 0,0%       | 0,0%       | 2,6%       | 2,6%       | -          | 64,8%      | -          | 0,0%       | 0,0%       | 4,9%       | 12,3%      | 0,0%       | 0,0%       | 0,0%           | 0,0%       | 7,8%       | -               | -          | 6,6%         | Noticias RCN     |   |   |      |         |
| 12/10/2023                                                       | GAD3                   | 1,9%       | 0,0%       | 0,0%       | 1,7%       | 2,4%       | -          | 64,9%      | -          | 0,0%       | 0,0%       | 5,6%       | 13,5%      | 0,0%       | 0,0%       | 0,0%           | 0,0%       | 7,6%       | -               | -          | 6,6%         | Noticias RCN     |   |   |      |         |
| 13/10/2023                                                       | GAD3                   | 1,7%       | 0,0%       | 0,0%       | 1,0%       | 3,0%       | -          | 64,7%      | -          | 0,0%       | 0,0%       | 5,3%       | 15,1%      | 0,0%       | 0,0%       | 0,0%           | 0,0%       | 6,8%       | -               | -          | 6,6%         | Noticias RCN     |   |   |      |         |
| 13/10/2023                                                       | Atlas Intel            | 1,4%       | 0,6%       | 0,0%       | 2,4%       | 2,7%       | -          | 65,1%      | -          | 0,0%       | 0,5%       | 1,8%       | 14,5%      | 0,4%       | 0,0%       | 0,0%           | 0,9%       | 3,5%       | -               | 5,2%       | 3,0%         | La Silla Vacía   |   |   |      |         |
| 13/10/2023                                                       | Good People Marketing  | 0,8%       | 0,2%       | 1,8%       | 4,5%       | 3,7%       | -          | 46,6%      | -          | 0,9%       | 2,0%       | 0,5%       | 24,1%      | 0,8%       | 0,8%       | 1,2%           | 3,1%       | 6,6%       | -               | 2,7%       | 3,0%         | Telemedellín     |   |   |      |         |
| 16/10/2023                                                       | GAD3                   | 1,4%       | 0,0%       | 0,0%       | 0,7%       | 3,2%       | -          | 65,3%      | -          | 0,0%       | 0,0%       | 4,5%       | 15,0%      | 0,0%       | 0,0%       | 0,0%           | 0,0%       | 7,5%       | -               | -          | 4,6%         | Semana           |   |   |      |         |
| 17/10/2023                                                       | GAD3                   | 1,2%       | 0,0%       | 0,0%       | 0,8%       | 3,1%       | -          | 66,5%      | -          | 0,0%       | 0,0%       | 3,9%       | 14,5%      | 0,0%       | 0,0%       | 0,0%           | 0,0%       | 7,6%       | -               | -          | 4,3%         | Noticias RCN     |   |   |      |         |
| 18/10/2023                                                       | Emporia CyA            | 1,2%       | 0,4%       | 0,0%       | 2,1%       | 6,1%       | -          | 52,3%      | -          | 0,8%       | 0,3%       | 2,9%       | 14,7%      | 0,4%       | 0,0%       | 0,0%           | 0,2%       | 7,5%       | -               | -          | 3,1%         | Emporia          |   |   |      |         |
| 18/10/2023                                                       | GAD3                   | 1,1%       | 0,0%       | 0,0%       | 0,8%       | 3,2%       | -          | 66,1%      | -          | 0,0%       | 0,0%       | 3,6%       | 14,8%      | 0,0%       | 0,0%       | 0,0%           | 0,0%       | 7,9%       | -               | -          | 4,0%         | El Tiempo        |   |   |      |         |
| 18/10/2023                                                       | CNC                    | 0,0%       | 0,0%       | 0,0%       | 0,0%       | 2,0%       | -          | 56,0%      | -          | 0,0%       | 0,0%       | 2,0%       | 15,0%      | 0,0%       | 0,0%       | 0,0%           | 0,0%       | 4,0%       | 2,0%            | 10,0%      | 3,8%         | Canal 1          |   |   |      |         |
| 19/10/2023                                                       | GAD3                   | 1,5%       | 0,0%       | 0,0%       | 1,5%       | 3,1%       | -          | 65,5%      | -          | 0,0%       | 0,0%       | 3,3%       | 14,2%      | 0,0%       | 0,0%       | 0,0%           | 0,0%       | 8,1%       | -               | -          | 3,8%         | La FM            |   |   |      |         |
| 20/10/2023                                                       | GAD3                   | 1,7%       | 0,0%       | 0,0%       | 1,8%       | 3,1%       | -          | 64,9%      | -          | 0,0%       | 0,0%       | 3,1%       | 13,8%      | 0,0%       | 0,0%       | 0,0%           | 0,0%       | 8,5%       | -               | -          | 3,6%         | La FM            |   |   |      |         |
| 23/10/2023                                                       | GAD3                   | 1,8%       | 0,0%       | 0,0%       | 2,0%       | 2,9%       | -          | 64,3%      | -          | 0,0%       | 0,0%       | 2,9%       | 13,9%      | 0,0%       | 0,0%       | 0,0%           | 0,0%       | 8,6%       | -               | -          | 3,4%         | La FM            |   |   |      |         |
| 24/10/2023                                                       | GAD3                   | 1,9%       | 0,0%       | 0,0%       | 1,9%       | 3,3%       | -          | 64,5%      | -          | 0,0%       | 0,0%       | 2,7%       | 14,4%      | 0,0%       | 0,0%       | 0,0%           | 0,0%       | 8,1%       | -               | -          | 3,3%         | Noticias RCN     |   |   |      |         |
| 25/10/2023                                                       | GAD3                   | 2,3%       | 0,0%       | 0,0%       | 2,3%       | 3,7%       | -          | 63,4%      | -          | 0,0%       | 0,0%       | 2,9%       | 14,1%      | 0,0%       | 0,0%       | 0,0%           | 0,0%       | 7,5%       | -               | -          | 3,3%         | Noticias RCN     |   |   |      |         |
| 25/10/2023                                                       | Invamer                | 1,9%       | 0,4%       | 0,3%       | 1,9%       | 3,8%       | -          | 71,1%      | -          | 1,0%       | 0,2%       | 0,9%       | 10,5%      | 0,0%       | 0,5%       | 0,6%           | 1,1%       | 7,5%       | -               | -          | 3,7%         | El Espectador    |   |   |      |         |
| 26/10/2023                                                       | GAD3                   | 2,2%       | 0,0%       | 0,0%       | 2,4%       | 4,0%       | -          | 64,5%      | -          | 0,0%       | 0,0%       | 2,7%       | 14,0%      | 0,0%       | 0,0%       | 0,0%           | 0,0%       | 6,7%       | -               | -          | 3,2%         | Noticias RCN     |   |   |      |         |
| 26/10/2023                                                       | Mosqueteros            | 2,2%       | 0,0%       | 0,3%       | 1,4%       | 6,8%       | -          | 57,2%      | -          | 2,3%       | 0,0%       | 3,3%       | 18,4%      | 1,3%       | 1,3%       | 0,0%           | 1,2%       | 5,2%       | -               | -          | 3,2%         | JPG IM           |   |   |      |         |
| 26/10/2023                                                       | Guarumo y EcoAnalítica | 1,5%       | 0,0%       | 0,1%       | 2,0%       | 3,9%       | -          | 62,6%      | -          | 0,5%       | 0,6%       | 2,6%       | 16,6%      | 0,9%       | 0,3%       | 0,1%           | 0,5%       | 7,8%       | -               | -          | 3,7%         | Guarumo          |   |   |      |         |
| 27/10/2023                                                       | Emporia CyA            | 1,9%       | 0,0%       | 0,0%       | 2,1%       | 6,2%       | -          | 68,1%      | -          | 0,5%       | 0,4%       | 2,4%       | 14,9%      | 0,3%       | 0,0%       | 0,0%           | 0,2%       | 3,0%       | -               | -          | 3,1%         | Emporia          |   |   |      |         |
| 27/10/2023                                                       | Atlas Intel            | 0,0%       | 0,5%       | 0,4%       | 1,3%       | 2,4%       | -          | 68,4%      | -          | 0,5%       | 0,6%       | 1,3%       | 15,5%      | 0,7%       | 0,2%       | 0,3%           | 0,5%       | 5,0%       | -               | 2,8%       | 3,0%         | La Silla Vacía   |   |   |      |         |
| 27/10/2023                                                       | CNC                    | 2,0%       | 0,0%       | 0,0%       | 1,0%       | 3,0%       | -          | 56,0%      | -          | 0,0%       | 0,0%       | 2,0%       | 15,0%      | 3,0%       | 0,0%       | 0,0%           | 0,0%       | 4,0%       | -               | -          | 6,9%         | Canal 1          |   |   |      |         |
| 28/10/2023                                                       | GAD3                   | 1,7%       | 0,0%       | 0,0%       | 1,1%       | 3,1%       | -          | 67,1%      | -          | 0,0%       | 0,0%       | 2,8%       | 13,1%      | 3,0%       | 0,0%       | 0,0%           | 0,0%       | 7,1%       | -               | -          | 3,2%         | Noticias RCN     |   |   |      |         |

## Resultados
A continuación, una tabla compuesta por todos los candidatos a la Alcaldía de Medellín, su partido y/o movimiento político, junto con la cantidad de votos y el debido porcentaje obtenido el 29 de octubre del 2023:
|  | 73.63 % |

|  | 10.11 % |

|  | 02.88 % |

|  | 01.35 % |

|  | 01.24 % |

|  | 01.13 % |

|  | 00.67 % |

|  | 00.44 % |

|  | 00.42 % |

|  | 00.34 % |

|  | 00.29 % |

|  | 00.28 % |

|  | 00.18 % |

|  | 00.12 % |

|  | 06.91 % |

|  | 01.85 % |

|  | 01.32 % |

|  | 53.75 % |

### Resultados por comuna
| Comuna o Corregimiento | Gutiérrez | Valderrama | Mejía | Correa | Vélez | Restrepo | Bermúdez | Vélez | Rendón | Corredor | Aguinaga | Upegui | Ballesteros | Tobón | En Blanco | Nulos | No Marcados | Total |
| ---------------------- | --------- | ---------- | ----- | ------ | ----- | -------- | -------- | ----- | ------ | -------- | -------- | ------ | ----------- | ----- | --------- | ----- | ----------- | ----- |
| Comuna o Corregimiento |           |            |       |        |       |          |          |       |        |          |          |        |             |       | En Blanco | Nulos | No Marcados | Total |
| Popular                |           |            |       |        |       |          |          |       |        |          |          |        |             |       |           |       |             |       |
| Santa Cruz             |           |            |       |        |       |          |          |       |        |          |          |        |             |       |           |       |             |       |
| Manrique               |           |            |       |        |       |          |          |       |        |          |          |        |             |       |           |       |             |       |
| Aranjuez               |           |            |       |        |       |          |          |       |        |          |          |        |             |       |           |       |             |       |
| Castilla               |           |            |       |        |       |          |          |       |        |          |          |        |             |       |           |       |             |       |
| Doce de Octubre        |           |            |       |        |       |          |          |       |        |          |          |        |             |       |           |       |             |       |
| Robledo                |           |            |       |        |       |          |          |       |        |          |          |        |             |       |           |       |             |       |
| Villa Hermosa          |           |            |       |        |       |          |          |       |        |          |          |        |             |       |           |       |             |       |
| Buenos Aires           |           |            |       |        |       |          |          |       |        |          |          |        |             |       |           |       |             |       |
| La Candelaria          |           |            |       |        |       |          |          |       |        |          |          |        |             |       |           |       |             |       |
| Laureles               |           |            |       |        |       |          |          |       |        |          |          |        |             |       |           |       |             |       |
| La América             |           |            |       |        |       |          |          |       |        |          |          |        |             |       |           |       |             |       |
| San Javier             |           |            |       |        |       |          |          |       |        |          |          |        |             |       |           |       |             |       |
| El Poblado             |           |            |       |        |       |          |          |       |        |          |          |        |             |       |           |       |             |       |
| Guayabal               |           |            |       |        |       |          |          |       |        |          |          |        |             |       |           |       |             |       |
| Belén                  |           |            |       |        |       |          |          |       |        |          |          |        |             |       |           |       |             |       |
| Altavista              |           |            |       |        |       |          |          |       |        |          |          |        |             |       |           |       |             |       |
| San Antonio            |           |            |       |        |       |          |          |       |        |          |          |        |             |       |           |       |             |       |
| Palmitas               |           |            |       |        |       |          |          |       |        |          |          |        |             |       |           |       |             |       |
| San Cristóbal          |           |            |       |        |       |          |          |       |        |          |          |        |             |       |           |       |             |       |
| Santa Elena            |           |            |       |        |       |          |          |       |        |          |          |        |             |       |           |       |             |       |

## Concejo Distrital
Para asignar las curules del Concejo Distrital se utiliza el método de la cifra repartidora. La votación para la conformación de este órgano arrojó los siguientes resultados de los partidos que se presume presentarán listas al Concejo de Medellín
|  | 12.29 % |

|  | 2.39 % |

|  | 5.95 % |

|  | 91.66 % |

|  | 52.62 % |

     – Partidos que no superaron el umbral (21.985 votos).

#### Concejales electos
La siguiente es la lista de los veintiún (21) concejales electos el 29 de octubre de 2023:
| Nombre completo                       | Partido o movimiento                 | Votos  |
| ------------------------------------- | ------------------------------------ | ------ |
| Andrés Felipe Tobón Villada           | Partido Creemos                      | 43.795 |
| Maria Paulina Suárez Roldán           | Partido Creemos                      | 16.145 |
| Santiago Perdomo Montoya              | Partido Creemos                      | 15.240 |
| Alejandro de Bedout Arango            | Partido Creemos                      | 11.115 |
| Juan Carlos de la Cuesta Galvis       | Partido Creemos                      | 9.523  |
| Damián Pérez Arroyave                 | Partido Creemos                      | 9.338  |
| Santiago Narváez Lombana              | Partido Creemos                      | 9.303  |
| Sebastián López Valencia              | Partido Centro Democrático           | 42.444 |
| Claudia Victoria Carrasquilla Minami  | Partido Centro Democrático           | 14.966 |
| Luis Guillermo de Jesús Vélez Álvarez | Partido Centro Democrático           | 9.648  |
| Andrés Felipe Rodríguez Puerta        | Partido Centro Democrático           | 6.186  |
| Leticia Orrego Pérez                  | Partido Centro Democrático           | 6.131  |
| Juan Ramón Jiménez Lara               | Partido Conservador                  | 14.500 |
| Brisvani Alexis Arenas Suaza          | Partido Conservador                  | 9.657  |
| Farley Jhair Macías Betancur          | Partido Liberal                      | 10.491 |
| José Luis Marín Mora                  | Coalición Pacto Histórico            | 46.988 |
| Alejandro Arias García                | Partido Alianza Verde                | 4.946  |
| Miguel Ángel Iguarán Osorio           | Coalición Juntos                     | 10.271 |
| Janeth Hurtado Betancur               | Partido Alianza Social Independiente | 6.099  |
| Carlos Alberto Gutiérrez Bustamante   | Partido Independientes               | 3.105  |
| Juan Carlos Upegui Vanegas            | Partido Independientes               | 95.863 |

## Juntas Administradoras Locales
Los siguientes son los resultados generales, por partido o movimiento político, de la elección de Juntas Administradoras Locales de las 16 comunas y 5 corregimientos del distrito de Medellín:
| Partido o Coalición                  | Votos            | Porcentaje       | Curules          |
| ------------------------------------ | ---------------- | ---------------- | ---------------- |
| Partido Creemos Colombia             | 232.494          | 28.55%           | 70/147           |
| Partido Centro Democrático           | 150.011          | 18.42%           | 39/147           |
| Partido Liberal Colombiano           | 52.464           | 6.44%            | 13/147           |
| Partido Conservador Colombiano       | 41.917           | 5.15%            | 9/147            |
| Partido Independientes               | 47.643           | 5.85%            | 7/147            |
| Movimiento Amigos por Prado          | 3.571            | 0.44%            | 2/147            |
| Partido Alianza Verde                | 36.763           | 4.52%            | 1/147            |
| Partido Alianza Social Independiente | 18.494           | 2.27%            | 1/147            |
| Coalición Renace                     | 16.359           | 2.01%            | 1/147            |
| UP-Pacto Histórico                   | 7.371            | 0.91%            | 1/147            |
| Partido Cambio Radical               | 1.212            | 0.15%            | 1/147            |
| Partido ¡En Marcha!                  | 504              | 0.06%            | 1/147            |
| Movimiento Unidos por Santa Elena    | 303              | 0.04%            | 1/147            |
| Coalición Juntos Podemos Más         | 12.934           | 1.59%            | 0/147            |
| Coalición Juntos Podemos Más         | 7.998            | 0.98%            | 0/147            |
| Coalición Juntos Podemos Más         | 6.740            | 0.83%            | 0/147            |
| Partido Nuevo Liberalismo            | 4.178            | 0.51%            | 0/147            |
| Partido Gente En Movimiento          | 3.581            | 0.44%            | 0/147            |
| Partido de la Unión por la Gente     | 2.796            | 0.34%            | 0/147            |
| Partido Colombia Humana              | 2.511            | 0.31%            | 0/147            |
| Partido Nueva Fuerza Democrática     | 2.406            | 0.3%             | 0/147            |
| Fuerza Ciudadana                     | 1.887            | 0.23%            | 0/147            |
| Partido Salvación Nacional           | 1.845            | 0.23%            | 0/147            |
| Partido Polo Democrático Alternativo | 1.298            | 0.16%            | 0/147            |
| Partido Dignidad y Compromiso        | 521              | 0.06%            | 0/147            |
| Partido Ecologista Colombiano        | 498              | 0.06%            | 0/147            |
| Partido Comunes                      | 349              | 0.04%            | 0/147            |
| Partido Demócrata Colombiano         | 208              | 0.03%            | 0/147            |
| Partido AICO                         | 195              | 0.02%            | 0/147            |
| Votos en blanco                      | 155.168          | 19.06%           | 19.06%           |
| Votos nulos                          | 25.140           | 2.76%            | 2.76%            |
| Tarjetas no marcadas                 | 71.357           | 7.84%            | 7.84%            |
| Total votos                          | 910.716          | 910.716          | 910.716          |
| Participación                        | \| \| 52.29 % \| | \| \| 52.29 % \| | \| \| 52.29 % \| |
|                                      | 52.29 %          |                  |                  |

#### Distribución de curules
| Partido o Coalición                  | Ediles por Comunas | Ediles por Comunas | Ediles por Comunas | Ediles por Comunas | Ediles por Comunas | Ediles por Comunas | Ediles por Comunas | Ediles por Comunas | Ediles por Comunas | Ediles por Comunas | Ediles por Comunas | Ediles por Comunas | Ediles por Comunas | Ediles por Comunas | Ediles por Comunas | Ediles por Comunas | Ediles por Corregimientos | Ediles por Corregimientos | Ediles por Corregimientos | Ediles por Corregimientos | Ediles por Corregimientos | Total |
| Partido o Coalición                  | 1 P                | 2 SC               | 3 MQ               | 4 AJ               | 5 CT               | 6 DO               | 7 RO               | 8 VH               | 9 BA               | 10 LC              | 11 LR              | 12 LA              | 13 SJ              | 14 PB              | 15 GY              | 16 BL              | Altavista                 | San Antonio               | Palmitas                  | San Cristóbal             | Santa Elena               | Total |
| ------------------------------------ | ------------------ | ------------------ | ------------------ | ------------------ | ------------------ | ------------------ | ------------------ | ------------------ | ------------------ | ------------------ | ------------------ | ------------------ | ------------------ | ------------------ | ------------------ | ------------------ | ------------------------- | ------------------------- | ------------------------- | ------------------------- | ------------------------- | ----- |
| Partido Creemos Colombia             | 2                  | 3                  | 3                  | 4                  | 4                  | 3                  | 3                  | 3                  | 5                  | 3                  | 4                  | 4                  | 4                  | 4                  | 4                  | 5                  | 2                         | 2                         | 2                         | 3                         | 3                         | 70    |
| Partido Alianza Social Independiente | 0                  | 0                  | 0                  | *                  | 0                  | 0                  | 0                  | 0                  | 0                  | 0                  | 0                  | *                  | *                  | 0                  | *                  | 0                  | *                         | 1                         | 0                         | 0                         | *                         | 1     |
| Coalición Renace                     | 0                  | *                  | 0                  | *                  | 0                  | 0                  | 0                  | 0                  | 0                  | 0                  | 0                  | 0                  | *                  | 0                  | *                  | 0                  | *                         | *                         | *                         | 0                         | 1                         | 1     |
| Partido Alianza Verde                | 0                  | 0                  | 0                  | 0                  | 0                  | 0                  | 0                  | 0                  | 0                  | 0                  | 0                  | 0                  | 0                  | 0                  | 0                  | 0                  | 1                         | *                         | 0                         | 0                         | *                         | 1     |
| Partido Conservador Colombiano       | 1                  | 0                  | 1                  | 0                  | 1                  | 0                  | 0                  | 1                  | 0                  | 0                  | 0                  | 0                  | 0                  | 0                  | 0                  | 0                  | 1                         | 0                         | 2                         | 2                         | 0                         | 9     |
| Coalición Juntos Podemos Más         | 0                  | 0                  | 0                  | 0                  | *                  | *                  | *                  | 0                  | *                  | *                  | 0                  | 0                  | *                  | *                  | 0                  | *                  | 0                         | *                         | *                         | *                         | *                         | 0     |
| Partido Centro Democrático           | 2                  | 1                  | 1                  | 2                  | 2                  | 1                  | 2                  | 2                  | 2                  | 3                  | 3                  | 3                  | 2                  | 3                  | 3                  | 2                  | 1                         | 1                         | *                         | 1                         | 2                         | 39    |
| Partido Liberal Colombiano           | 2                  | 2                  | 1                  | 0                  | 0                  | 2                  | 1                  | 1                  | 0                  | 0                  | 0                  | 0                  | 0                  | *                  | 0                  | 0                  | *                         | 1                         | 2                         | 1                         | 0                         | 13    |
| Partido Independientes               | 0                  | 1                  | 1                  | 1                  | 0                  | 1                  | 1                  | 0                  | 0                  | 0                  | 0                  | 0                  | 1                  | 0                  | 0                  | 0                  | 1                         | 0                         | 0                         | 0                         | 0                         | 7     |
| Partido Salvación Nacional           | *                  | 0                  | *                  | 0                  | 0                  | 0                  | *                  | 0                  | 0                  | 0                  | *                  | *                  | *                  | 0                  | *                  | *                  | *                         | *                         | *                         | *                         | *                         | 0     |
| Partido Dignidad y Compromiso        | *                  | 0                  | *                  | 0                  | *                  | *                  | *                  | *                  | *                  | *                  | *                  | *                  | 0                  | *                  | 0                  | *                  | *                         | *                         | *                         | *                         | *                         | 0     |
| Fuerza Ciudadana                     | *                  | *                  | 0                  | *                  | *                  | 0                  | 0                  | 0                  | 0                  | 0                  | *                  | *                  | *                  | *                  | *                  | *                  | *                         | *                         | *                         | *                         | *                         | 0     |
| Partido Nueva Fuerza Democrática     | *                  | *                  | 0                  | *                  | *                  | 0                  | *                  | *                  | 0                  | 0                  | *                  | *                  | 0                  | *                  | *                  | *                  | *                         | *                         | *                         | *                         | *                         | 0     |
| Partido Gente En Movimiento          | *                  | *                  | 0                  | 0                  | 0                  | 0                  | 0                  | 0                  | 0                  | *                  | *                  | *                  | 0                  | *                  | *                  | 0                  | *                         | *                         | *                         | 0                         | 0                         | 0     |
| Partido Nuevo Liberalismo            | *                  | *                  | *                  | 0                  | 0                  | 0                  | 0                  | *                  | 0                  | 0                  | *                  | *                  | 0                  | *                  | *                  | *                  | *                         | *                         | *                         | *                         | *                         | 0     |
| Coalición Juntos Podemos Más         | *                  | *                  | *                  | *                  | 0                  | *                  | 0                  | *                  | *                  | 0                  | *                  | *                  | *                  | *                  | *                  | *                  | *                         | *                         | *                         | 0                         | *                         | 0     |
| Partido de la Unión por la Gente     | *                  | *                  | *                  | *                  | 0                  | *                  | 0                  | *                  | *                  | 0                  | *                  | *                  | 0                  | *                  | *                  | *                  | *                         | *                         | 0                         | 0                         | 0                         | 0     |
| Coalición Juntos Podemos Más         | *                  | *                  | *                  | *                  | *                  | 0                  | *                  | *                  | 0                  | *                  | *                  | *                  | *                  | *                  | *                  | 0                  | *                         | *                         | *                         | *                         | *                         | 0     |
| Partido Demócrata Colombiano         | *                  | *                  | *                  | *                  | *                  | 0                  | *                  | *                  | *                  | *                  | *                  | *                  | *                  | *                  | *                  | *                  | *                         | *                         | *                         | *                         | *                         | 0     |
| Partido Polo Democrático Alternativo | *                  | *                  | *                  | *                  | *                  | *                  | 0                  | *                  | 0                  | *                  | *                  | *                  | *                  | *                  | *                  | *                  | *                         | *                         | *                         | *                         | *                         | 0     |
| Partido Colombia Humana              | *                  | *                  | *                  | *                  | *                  | *                  | *                  | 0                  | *                  | *                  | *                  | *                  | *                  | *                  | 0                  | *                  | *                         | 0                         | *                         | *                         | *                         | 0     |
| Partido Ecologista Colombiano        | *                  | *                  | *                  | *                  | *                  | *                  | *                  | 0                  | *                  | *                  | *                  | *                  | *                  | *                  | *                  | *                  | *                         | *                         | *                         | *                         | 0                         | 0     |
| UP-Pacto Histórico                   | *                  | *                  | *                  | *                  | *                  | *                  | *                  | *                  | *                  | 1                  | 0                  | *                  | *                  | *                  | *                  | *                  | *                         | *                         | 0                         | *                         | *                         | 1     |
| Partido Cambio Radical               | *                  | *                  | *                  | *                  | *                  | *                  | *                  | *                  | *                  | *                  | *                  | *                  | 0                  | *                  | *                  | *                  | *                         | *                         | 1                         | *                         | *                         | 1     |
| Partido Comunes                      | *                  | *                  | *                  | *                  | *                  | *                  | *                  | *                  | *                  | *                  | *                  | *                  | 0                  | *                  | *                  | *                  | *                         | *                         | *                         | 0                         | *                         | 0     |
| Partido ¡En Marcha!                  | *                  | *                  | *                  | *                  | *                  | *                  | *                  | *                  | *                  | *                  | *                  | *                  | 0                  | *                  | *                  | *                  | 1                         | *                         | *                         | *                         | *                         | 1     |
| Movimiento Amigos por Prado          | *                  | *                  | *                  | *                  | *                  | *                  | *                  | *                  | *                  | *                  | *                  | *                  | *                  | *                  | *                  | *                  | *                         | 2                         | *                         | *                         | *                         | 2     |
| Partido AICO                         | *                  | *                  | *                  | *                  | *                  | *                  | *                  | *                  | *                  | *                  | *                  | *                  | *                  | *                  | *                  | *                  | *                         | 0                         | *                         | *                         | *                         | 0     |
| Movimiento Unidos por Santa Elena    | *                  | *                  | *                  | *                  | *                  | *                  | *                  | *                  | *                  | *                  | *                  | *                  | *                  | *                  | *                  | *                  | *                         | *                         | *                         | *                         | 1                         | 1     |